# Cyathea appendiculata
Cyathea appendiculata är en ormbunkeart som beskrevs av Bak. Cyathea appendiculata ingår i släktet Cyathea och familjen Cyatheaceae. Inga underarter finns listade.